# Barbula novo-granatensis
Barbula novo-granatensis là một loài Rêu trong họ Pottiaceae. Loài này được Hampe mô tả khoa học đầu tiên năm 1863.